# Lucmau
Lucmau – miejscowość i gmina we Francji, w regionie Nowa Akwitania, w departamencie Żyronda.
Według danych na rok 1990 gminę zamieszkiwało 199 osób, a gęstość zaludnienia wynosiła 3 osób/km² (wśród 2290 gmin Akwitanii Lucmau plasuje się na 978. miejscu pod względem liczby ludności, natomiast pod względem powierzchni na miejscu 76.).